# Duffy-Herreshoff 30 (schip, 2003)

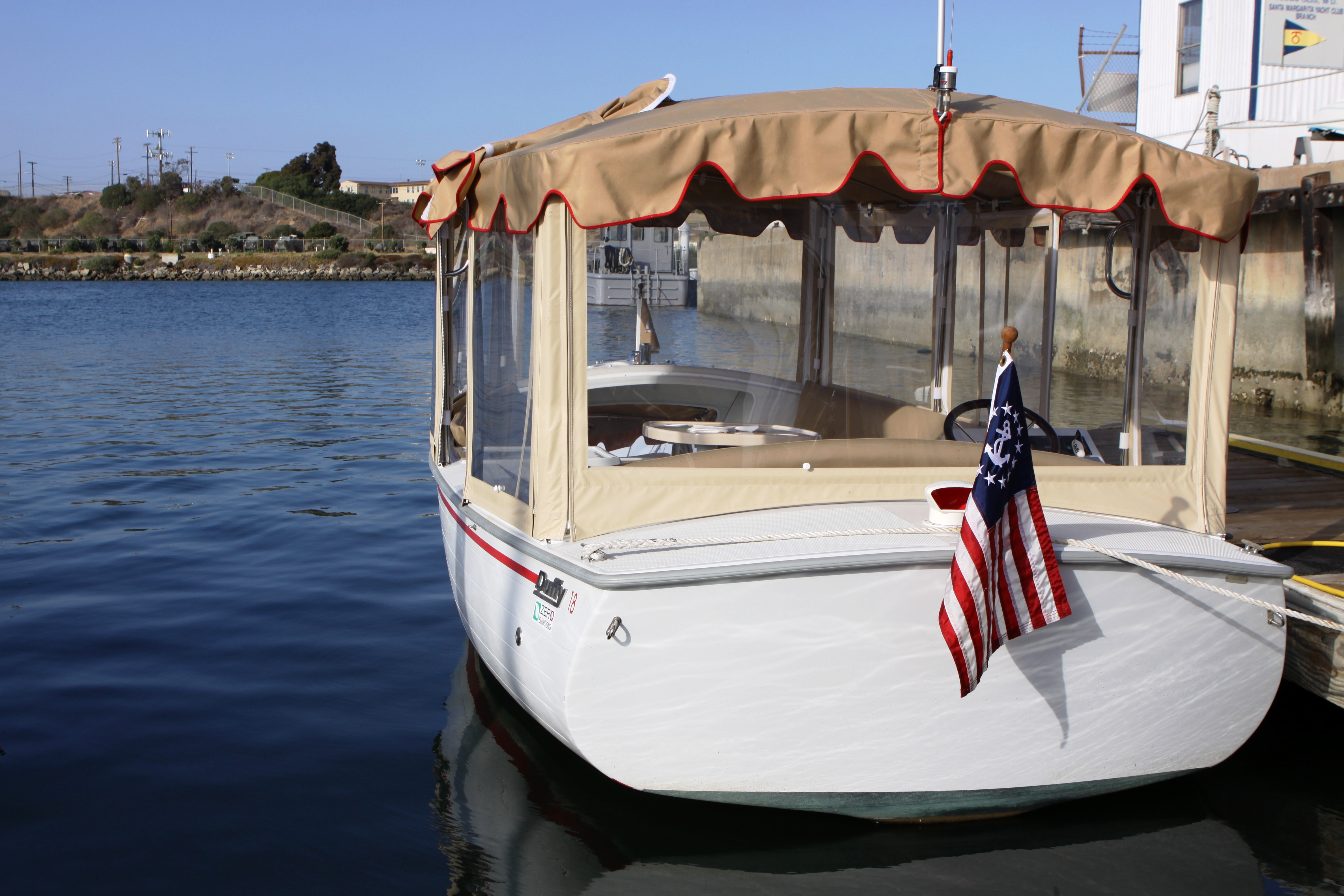
Een voorbeeld van de 18-voets versie

De Duffy-Herreshoff watertaxi is een passagiersschip uit San Francisco voor 18 personen waarbij de stroom voor de elektromotor wordt opgewekt door een brandstofcel op waterstof. De watertaxi werd gelanceerd op 20 oktober 2003 in Newport Beach, San Francisco. Het was de eerste watertaxi ter wereld met een PEM brandstofcel.
De werf bouwt kunststof schepen in vele lengtes voor de verkoop en de verhuur. Deze 30-voet versie is het grootste type. 

## Specificaties
De boot is 9,144m lang met vier 1,5 kW PEM-brandstofcellen, een 3 kW waterstof-HOD-systeem en een geïntegreerde batterij voor 18 passagiers.